# Фунес (Наварра)
Фунес (ісп. Funes) — муніципалітет в Іспанії, у складі автономної спільноти Наварра. Населення — 2379 осіб (2009).
Муніципалітет розташований на відстані близько 260 км на північний схід від Мадрида, 60 км на південь від Памплони.

## Демографія
Динаміка населення (INE ):

## Галерея зображень

Розташування муніципалітету